# Tria
Tria var ett samarbete mellan TCO-fackförbunden ST, Unionen och Vision, för studenter som pågick mellan 2005-den 31 mars 2012. Genom ett medlemskap i Tria blev studenten medlem i alla tre fackförbunden och först när studenten fått sitt första kvalificerade yrke behövde hon eller han välja ett av fackförbunden att vara medlem i, till en då reducerad medlemsavgift. Bland medlemsförmånerna fanns även CV-granskning, simulerade anställningsintervjuer och seminarium.

## Utbildningsgrupper
Man kunde vara medlem i Tria om man studerade till audionom, bibliotekarie, beteendevetare, civilingenjör, ekonom, folkhälsovetare, högskoleingenjör, jurist, någonting inom kultur/information och medie/kommunikation, miljötekniker, miljövetare, naturvetare/matematiker, personalvetare, teolog eller diakon, samhällsvetare, arbete inom social omsorg, socionom, statistiker, statsvetare, systemvetare, tandhygienist, tandtekniker, och inom turismnäringen. De förbund som stod bakom Tria organiserar branscher och inte yrken och kan därför organisera en stor bredd av yrkesgrupper. 

## Historik
Tria-samarbetet pågick mellan 2005 och 2012 och var från början ett samarbete mellan ST, SKTF och HTF. När HTF och SIF slog ihop sig 1 januari 2008 och bildade Unionen utökades Tria-samarbetet.
Vid Unionens kongress i oktober 2011 valde kongressen att rösta för förslaget om en egen studerandeverksamhet. ST och Vision valde att inte fortsätta samarbetet på egen hand, och Trias verksamhet upphörde den 31 mars 2012. ST, Vision och Unionen har nu studerandeverksamhet i egen regi och studentmedlemmar blir medlemmar i vardera förbund. 
De som var medlemmar i Tria fram till den 31 mars 2012 fortsätter att vara medlemmar i alla tre förbunden, men får inte längre ett samlat medlemskap utan tre separata.

## Politik
Tria var liksom ST, Vision och Unionen partipolitiskt obundna, men ville påverka statsmakterna att föra en politik som medlemmarna tjänar på. Tillsammans med TCO har Tria drivit studentpolitiska frågor.